# Pareid
Pareid es una comuna francesa situada en el departamento de Mosa, en la región de Gran Este.

## Geografía
El poblado está edificado sobre una ligera pendiente, en el nacimiento del Berrand-Pont, un riachuelo que desemboca en el río Longeau.
Se encuentra 3 km al sur de la A4, aunque el acceso más cercano (salida 32) se encuentra a unos 10 km.

## Demografía
| 142 | 132 | 112 | 102 | 93 | 79 | 111 |
| Para los censos de 1962 a 1999 la población legal corresponde a la población sin duplicidades (Fuente: INSEE [Consultar]) |     |     |     |    |    |     |

## Historia
La localidad está situada en la antigua vía romana que unía Metz y Reims.
La comunidad ha sufrido en su historia varios episodios de destrucción. Entre 1431 y 1440, el pueblo de Pareid fue saqueado varias veces por los alemanes y por una banda de malhechores conocidos como routiers.
En 1550, la Duquesa de Lorena, Cristina de Dinamarca, estableció un mercado cada lunes. Luego se les prohibió a los habitantes de la aldea acudir a cualquier otro mercado.
La Primera Guerra Mundial causó grandes daños al pueblo.

## Lugares y monumentos
La antigua iglesia es notable por su campanario románico (siglo XII), el coro ojival del siglo XIV y su nave fortificada del XV. Las vidrieras son obra de Jacques Grüber y fueron realizadas a principios del siglo XX.